# Pekauman Kulon
Pekauman Kulon is een bestuurslaag in het regentschap Tegal van de provincie Midden-Java, Indonesië. Pekauman Kulon telt 5213 inwoners (volkstelling 2010).